# The Still Voice

The Still Voice est un film muet américain réalisé par Ben F. Wilson et sorti en 1916.

## Fiche technique
- Réalisation : Ben F. Wilson
- Scénario : J. Grubb Alexander (en)
- Date de sortie : États-Unis : 8 avril 1916

## Distribution
- Ben F. Wilson : Dr. Robert Durant
- Irene Hunt : Charlotte Durant
- Charles Ogle : Frederick Kirkwood
- Edna Pendleton : Margaret Hamlin